# 星のカービィ (さくま良子の漫画)
『星のカービィ』（ほしのカービィ）は、テレビゲーム『星のカービィ』を初めて題材にした、さくま良子のギャグ漫画である。他の『星のカービィ』漫画と区別するため、「さくまカービィ」と呼ばれることがある。
小学館の学年誌『小学一年生』(1997年4月号-2008年3月号)『小学二年生』(1992年9月号-2008年3月号)『小学三年生』(1995年4月号-2008年3月号)にて連載。その後、『星のカービィファン』(第3号<2021年9月>-第6号<2023年7月>)で新作漫画が掲載されたのち、『ぷっちぐみ』(2022年9月号-)において、『星のカービィ プププなまいにち』（ほしのカービィプププなまいにち）のタイトルで連載中。

## 概要
『小学二年生』1992年9月号にて連載開始。当時ゲームボーイで人気を博していた『星のカービィ』及びそれ以降の星のカービィシリーズを題材とし、やんちゃな食いしん坊カービィがプププランドで繰り広げる一話完結のドタバタギャグ漫画となっている。
ゲームソフト『星のカービィ』の取扱説明書ではカービィについて「はるかぜとともに現れたゆうかんな若者」とあるが、連載当初は作品に関する原作者側からの明確な設定資料も乏しく、また低学年誌での連載という都合上、作者と編集者の意向でカービィは「幼稚園児みたいな性格」となった。そのため同出版社の『月刊コロコロコミック』に連載されていた『星のカービィ デデデでプププなものがたり』や『星のカービィ! も〜れつプププアワー!』に比べると対象年齢層は低く、少年漫画というより幼年漫画に分類される。
カービィをはじめほとんどのキャラクターが明るい性格として描かれていたり、デデデ大王のキャラクターが原作とは違っていたり、作者のオリジナリティが随所に盛り込まれた作品ではあるものの、ゲームを原作にしているだけあって、登場キャラ等に若干制約はあると、さくま良子が語っている。
連載は1992年から学年誌が休刊直前となる2008年まで続き、数ある『星のカービィ』の漫画の中でも長期連載の作品となった。長らく連載期間もカービィ漫画作品中で1番であったが、連載再開した『デデデでプププなものがたり』に抜かれ、現在では2番目となっている。てんとう虫コミックススペシャルの単行本は第12巻まで発売されているが、1巻〜7巻までの1話の完結の枚数がかつては10枚に対し現在は4枚とやや減少している。この他に、前半に収録されたエピソードをカラー作品でまとめた『星のカービィ カラーデラックス』、コミックス未収録作品をまとめた『星のカービィ ぷぷぷスペシャルコレクション』が発売された。
2019年3月19日より、小学館のウェブサイト上において、星のカービィをテーマとした飲食店「カービィカフェ」をさくま良子が訪れた際のレポート漫画の形式で10年ぶりの描き下ろし漫画が掲載されている。また、星のカービィ専門のムック本『星のカービィファン』第3号（2021年9月2日発売）以降にも描き下ろし漫画が収録されている（2024年4月26日発売の第7号は掲載無し）。
学年誌での連載終了から10年以上経過した2022年、幼稚園〜小学3年生の女児向け雑誌『ぷっちぐみ』9月号（8月1日発売）において、『星のカービィ プププなまいにち』というタイトルでさくまによる新連載が開始された。登場キャラクターの特徴はそれまでのものを引き継いでおり、色鉛筆タッチで描かれるのが特徴となっている。旧作のようなカービィがデデデ大王に暴力的な報復をするなど、グロテスク、暴力的な面はオミットされ、ほのぼのとした幼年向けの内容になっている。『ディスカバリー』からは、新キャラであるエフィリンも登場している。

## 登場キャラクター
学習雑誌連載初期はカービィ、デデデ大王、ポピーブラザーズジュニア、ワドルディの4人で色々なことをやるという内容で、後にゲームボーイソフト『星のカービィ2』やスーパーファミコンソフト『星のカービィ3』が発売されると同時に、カービィの仲間キャラクターであるリックやナゴ等も登場しメインキャラクターとなった。しかし、単行本第2巻及び第8巻以降（星のカービィファン掲載話含む）では、カービィの仲間キャラはその他大勢扱いになっていることがほとんどで表紙にも出ておらず、初期の4人が中心となる話が多い。また、本作品におけるプププランドの住民は全員デデデ大王の部下という設定。
ぷっちぐみ連載版ではカービィ、ワドルディの2人が中心であり、デデデ大王やポピーの出演はごく僅かになっている。
カービィ
声 - 山田妙子（おしゃべりCDコミック）
本作の主人公。やんちゃで食いしん坊でわがまま。それでいて子供のような純真さも持つ、まさに幼稚園児のような性格である。星の形をした花から誕生し、この頃はリンゴよりも小さい体だったため、リンゴを半分しか食べられなかった上、吸い込みは出来なかった。毛虫が苦手。座右の銘は「あしたはあしたのかぜがふく」。自宅の暖炉の上には自分のぬいぐるみを飾っている（後にリックなど仲間達のぬいぐるみも追加された）。ひかわ版同様、仲間であるリック達を情が無いかのように、乱暴に扱う事が多いが、それでもリック達への友情には厚く、デデデがリック達を自分の子分にしようとした際は全力で阻止しようとした。
デデデ城を損壊させたり、たびたびプププランドで問題を起こしているが、本人は気にかけている様子はなく、何故怒られているのか理解出来ていない事も多い。特に食べ物を目にすると所構わず吸い込んでは騒ぎを起こしている。自分の行為を自覚したり、叱られて反省する事もあるが、結局やる事成す事騒動に繋がる。一度は何でも食べられるということでグルメ番組 のレポーターとしてスカウトされたことがある。
また、世のため人のための行為を続けると、その行為をしなくてもいいと分かると反動で悪戯をしでかす。キレると怖く、医者 やサンタ のフリをして自分を騙したデデデ大王をボコり倒したことがある他、コピー能力で暴走したあまりにプププランドを壊滅寸前に追い込んだこともある。デデデ大王からは厄介者扱いされているものの、カービィ自身はデデデのことが好き らしく、何があろうともデデデ大王のそば（プププランド）を離れようとしない。
デデデ大王
プププランドの（自称）国王。普段は信頼されているものの、モテる為に筋骨隆々の身体になったり、女装も躊躇わないなど、時折気持ち悪い美意識を見せて子分達に敬遠されることもある。特に女装はノリノリで、何度気持ち悪がられてもやめる気配は無い。しかし、「（王様だからという理由で）順番を割り込む」、「魔法の絵筆などの珍しい物を独り占めする」、「カービィは子分ではないからと、仲間外れにする」などといった自己中心的な面が目立つあまり、カービィやその仲間達、並びにポピーやワドルディをはじめとする部下達から顰蹙を買っており、怒ったカービィから度々反撃されている。
常にカービィにジャマをされる役回りであり、上記の性格の悪さに加え、毎回カービィに負けてばかりいる為に部下達からの人望も極めて皆無で、自身の身勝手な発言 や軽い悪戯 で周囲を激怒させてしまうことも少なくない。一度毒キノコを食べた際は何をされても怒らず、手助けを進んで行う優しい性格になったことがあり、カービィから「こんな変な大王嫌い」と嫌がられた。
（自称）大王のくせに自分の部下の名前を全員記憶しておらず、カービィと王者対決をした際にはそれが原因で敗北してしまった。
南の島旅行に憧れており、福引きやプププランド「きれいな人」コンテストの賞品が南の島旅行と知るとコンテストの審査員でありながら乱入したり する等、度々カービィと南の島旅行を巡って対決をした。お化けが大の苦手で、そのくせ自分が怖がりであることを頑なに認めようとしない。水面に顔をつけることが出来ないほど泳ぐことも苦手で、ポピーの特訓を受けても克服することが出来なかった。しかし絵画はなかなかの腕前で、将来は漫画家になること。その他にも意外な才能を発揮するシーンがある。また、カービィを極度の食いしん坊にしてしまった張本人でもある。
ダークマターをはじめとするラスボスたちからは「カービィに負けた上、手下にされた情けないボス」と馬鹿にされている。一人称は「オレ様」。
ポピーブラザーズジュニア
デデデ大王の一番の子分にして実際は世話役。話し言葉は関西弁でデデデ大王に対してもタメ口。周囲を冷静にまとめるしっかり者だが、怒ると爆弾を投げつけてくる。
デデデ大王にはとても忠実だが、他の部下達と同じようにデデデ大王の性格やその人間性の悪さを軽蔑しているところがあり、場合によってはデデデ大王に愛想を尽かすこともある。
デデデ大王と比べるとカービィに対する扱いは優しく、デデデ大王がカービィに過剰な意地悪を仕掛けた時は「やりすぎだ」と言い咎めるなど、ワドルディや他の部下達と共にカービィの味方をすることが多い。また、（事情を知らなかったとはいえ）デデデ大王の悪事をうっかりカービィにバラしたことも。普段はデデデ城ではなく、ワドルディと一緒にキノコの形をした家で暮らしている。
ゲームでリンゴに乗っていることもあってか、自転車の乗りこなしもバイクトライアル選手顔負けの腕前 を持つ。
ワドルディ
デデデ大王の子分。ポピーと同様、デデデ大王にはとても忠実だが、カービィとはとても仲がよく、カービィが病気になった時は心配したり、遠くへ旅立つ と聞いた時やプププランドから強制追放されそうになった時 は泣いて引き止めようとする など、常にカービィのことを気にかけている。言葉は話せない。
カービィから好意を向けられているが、当のワドルディも満更でもない様子であり、バレンタインにはカービィにチョコを贈っている。また、可愛らしさから人気が高く、第6巻の「プププランド人気者ランキング」では2位を獲得している。
リック
オス。カービィの仲間で、すばしっこくて力もちのハムスター。一人称は「オイラ」で、カービィと並ぶ食いしん坊。ナゴとは犬猿の仲である。
クー
オス。カービィの仲間で、おしゃれでクールな性格のフクロウ。仲間の中では一番賢く、デデデに自分の子分にならないか誘われた際も「オレは誰の子分にもならん」と拒否していた。
カイン
オス。カービィの仲間で、のんびり屋のマンボウ。人語を話さず、主に「んぼ」としか話さない。知らない間に結婚していた。
チュチュ
カービィの仲間で、気が強くておしゃまなメンダコの女の子。カービィたちのお姉さん的存在。
ナゴ
オス。カービィの仲間で、リックに対抗心を燃やしているネコ。常に落ち着いた感じで大人っぽいが、時々鋭い事を言う（結果として悪口になることも）。
ピッチ
オス。カービィの仲間。クーに憧れを抱いている未熟な小鳥。人語を話せず、「ピピッ」という鳴き声しか発せない。
グーイ
男の子。カービィの食べられないものまで食べてしまう食いしん坊で、のんびり屋。体色は紺色でおにぎりのような形をしており、いつも長い舌を出している。人語を話さず、主に「グーイ」としか話さない。
ある日なぜかカービィの家のポストに入っていた。カービィを親のように慕っており、居候している。
コックカワサキ
プププランドの料理人。登場当時は鹿児島弁を使っていたが、話が進むにつれ普通の口調になった。人気は高く、第6巻の「プププランド人気者ランキング」で1位を獲得している。初登場時での一人称は「おいどん」。
ケケ
猫耳の魔女。ゲーム本編ではザコキャラだが、この漫画では女性キャラを登場させる場面ではアドレーヌやチュチュよりもケケが登場する事が多い。しかし毎度のように酷い目に遭う。TVレポーターや店員、従業員など、立場はその都度変わる。
メタナイト
仮面の戦士。アニメ版や他のカービィ漫画ほど目立った登場はしていないが、第10巻では「かめん王子」と名乗ってプププランド王子様選挙に立候補したり、第12巻では大量のラブレターやファンレターを貰い、それを羨ましがったデデデがメタナイトの真似をするという、人気ぶりをアピールするエピソードがあった。
ダークマター
宇宙から来た剣士。デデデ大王を倒し、自らがプププランドの大王となろうと企む。カービィのコピー能力も一切効かなかったが、カービィによって悲惨な目に遭うデデデの姿を見て「大王って大変なんだな」と納得し、諦めて帰っていった。
第3巻の登場人物紹介（実際にはこの時点では未登場）ではゴーグルの中央に支柱があり、目が2つに見えるようになっていたが、後に本編に登場した際には原作通り単眼となった。
アドレーヌ
プププランドに住む絵描きの少女。描いた絵を実体化させる力を持つ。彼女が描き出した大量のカービィが大暴れし、みんなに迷惑をかけてしまったことがあったが、責任を取ろうとせずこそこそ逃げ出してしまった。
それ以外の話では他のカービィの仲間キャラ同様、その他大勢扱いでいることが多い。
リボン
リップルスターから来た妖精。
とんがり隊
プププランドで大人気のアイドルグループで、メンバーはチップ・チック・フォーリーの3人。カービィやデデデ大王も彼女達の大ファンで、コンサートで一番前の客席を取ろうと争っていた。
単行本では第10巻から登場し、表紙と裏表紙にも出ていた。
ドロッチェ団
宇宙を渡り歩く盗賊団。メンバーは団長のドロッチェ、スピード自慢のスピン、力持ちのストロン、発明家のドク、戦闘員のチューリンがいる。しばしばデデデ大王から宝を盗もうとしてはカービィの起こす騒動に巻き込まれる。
なお、『ぷぷぷスペシャルコレクション』収録のおまけ漫画では、原作のラスボスであるダークゼロを差し置いてドロッチェがラスボス達の一員として登場している。
フラッフ
毛糸の国に住む王子様。

## 星のカービィ おしゃべりCDコミック
1994年発売。過去に小学二年生に掲載された作品が収録されており、漫画に連動した8cmCDが付属している。各トラックでは、本に収録されている漫画、あるいはオマケに関するカービィのおしゃべりを聞く事が出来る。例えばサッカーの回なら、サッカーに関する話、かき氷の回ならかき氷に関する話をカービィがしゃべり出す。カービィの声は山田妙子（現：川田妙子）が担当している。一話目は書き下ろしであり、ドラマCD形式でカービィの台詞にそのまま声が充てられているが山田以外の声は収録されておらず、最後のデデデのツッコミには声は充てられていない。
BGMには『星のカービィ 夢の泉の物語』の曲が使用されており、バタービルディングの曲をアレンジした「カクテルをつくろう！」と言う曲も収録されている。この曲は本来は同作のサウンドトラックに収録されていた曲で、宮田まこが歌っていた。本誌に歌詞と楽譜が載っている。CD内ではカービィが伴奏に合わせて歌詞に相当する文章を朗読するのみで、実際の歌は収録されていない。また、文章も歌詞とは微妙に異なる。
また、バリエーションに富んだおまけや、ページの端にはコピー占い、ゲームブック、パラパラ漫画など、少ないページの中に様々な要素が詰め込まれている。

## その他
その他にも任天堂からの攻略本に漫画が掲載されることもあった。また、デデデの一人称が「ワシ」、ポピーが関西弁で喋らない、ワドルディに台詞があるなど一部本編のキャラクターの設定が異なる。
- 任天堂公式ガイドブックシリーズ
  - 『星のカービィ2』（デデデの一人称「ワシ」。ポピーが関西弁で喋らない）
  - 『星のカービィ スーパーデラックス』（ワドルディが喋る）
  - 『カービィのきらきらきっず』
  - 『星のカービィ3』（4コマ漫画式で台詞はなし）
- コロタン文庫
  - 星のカービィ全百科（デデデの一人称「ワシ」。ポピーが関西弁で喋らない。ワドルディが喋る）
- キッズ・ポケット・ブックス
  - カービィの夢うらない
- 20th Anniversary 星のカービィ プププ大全（単行本未収録の『小学二年生』連載第1話を収録）

## 単行本
- 星のカービィ おしゃべりCDコミック（1994年8月20日発行 ISBN 4091024890）
- 星のカービィ 1（1996年3月28日発売 ISBN 4091492614）
- 星のカービィ 2（1997年4月28日発売 ISBN 4091492622）
- 星のカービィ 3（1998年7月28日発売 ISBN 4091492630）
- 星のカービィ 4（1999年8月28日発売 ISBN 4091492649）
- 星のカービィ 5（2000年9月28日発売 ISBN 4091492657）
- 星のカービィ 6（2001年5月28日発売 ISBN 4091492665）
- 星のカービィ カラーデラックス（2002年8月28日発売 ISBN 9784091492708）
- 星のカービィ 7（2003年7月28日発売 ISBN 4091492673）
- 星のカービィ 8（2005年3月28日発売 ISBN 4091492681）
- 星のカービィ 9（2006年12月25日発売 ISBN 4091402887）
- 星のカービィ 10（2008年4月28日発売 ISBN 9784091406309）
- 星のカービィ 11（2009年4月28日発売 ISBN 9784091408174）
- 星のカービィ 12（2010年10月28日発売 ISBN 9784091411563）
- 星のカービィ ぷぷぷスペシャルコレクション（2012年7月27日発売 ISBN 9784091415141）

ぴっかぴかコミックス カラー版
- 星のカービィ 1（2004年9月5日発行 ISBN 4091480314）
- 星のカービィ 2（2004年10月5日発行 ISBN 4091480322）
- 星のカービィ 3（2005年6月5日発行 ISBN 4091480330）
- 星のカービィ 4（2006年3月31日発行 ISBN 4091480403）

プププなまいにち
- 星のカービィ プププなまいにち（2023年11月15日発売 ISBN 9784097252382）